# Quint Pompedi Siló
Quint Pompedi Siló (Quintus Pompaedius Silo) fou el cap dels marsis a la guerra social. El seu nom familiar apareix també com Popedi (Popaedius) i el cognom som Sylo, però són formes incorrectes. Inicialment era defensor de l'obtenció de la ciutadania romana i confiava en el tribú Marc Livi Drus (91 aC). Va anar a Roma i va estar a casa del tribú uns dies; després va desfilar per Roma al front de deu mil homes armats, però Domicius, segurament un censor, el va convèncer d'acabar la protesta.
En morir Drus els aliats van perdre tota esperança i va esclatar la revolució. És descrit com el més brillant i hàbil dels generals confederats i el seu èxit més gran fou la victòria sobre Quint Cepió en una emboscada, però no va poder forçar a un combat a Gai Mari. Quan ja molts dels seus aliats s'havien rendit, ell va restar en lluita; va recuperar Boviànum que havia estat conquerida per Sul·la i va entrar a aquesta capital del Samni en triomf, però fou el seu darrer èxit; fou derrotat primer per Mamerc Emili i després per Quint Cecili Metel Pius; en la darrera batalla contra aquest va morir (88 aC) i la seva mort va marcar el final de la guerra.